# Оптички склоп
Оптички склоп је, у најширем оквиру, склоп који коришћењем једног или више оптичких елемената производи одређен оптички ефекат. Најраспрострањенији вид оптичког склопа ствара оптичку слику предмета, али постоје и врсте оптичког склопа са другим, посебним наменама.

## Склоп за стварање оптичке слике
Склоп за стварање оптичке слике је систем од једног или више оптичких елемената који ствара оптичку слику предмета. 

### Врсте оптичког склопа за стварање оптичке слике
Већина склопова за стварање оптичке слике има једну од следеће три намене: 
(1) стварање оптичке слике која се посматра непосредно или уз помоћ додатних оптичких елемената (примери: оптички телескоп, оптички микроскоп, двоглед, дурбин)

(2) пројектовање оптичке слике на већу површину (слајд пројектор, филм пројектор, видео пројектор, холографски пројектор, епидиоскоп), и

(3) снимање оптичке слике помоћу фото-детектора (фотографска камера, филмска камера, астрономска камера)

## Оптички склопови за посебне намене
Мада сразмерно мало заступљени у поређењу са оптичким склоповима за шире намене, склопови за посебне намене - што у начелу значи да њихова основна намена није стварање оптичке слике - су у редовној употреби, и налазе се у широкој лепези различитих облика и намена. У овакве склопове спадају интерферометар, фотометар, спектрометар, полариметар, дифракциона решетка, оптички скенер, ласер, и други.